# Мовіаква (Іллінойс)
Мовіаква (англ. Moweaqua) — селище (англ. village) в США, в округах Шелбі і Крістіан штату Іллінойс. Населення — 1764 особи (2020).

## Географія
Мовіаква розташована за координатами 39°37′29″ пн. ш. 89°1′19″ зх. д. / 39.62472° пн. ш. 89.02194° зх. д. (39.624672, -89.022067).  За даними Бюро перепису населення США в 2010 році селище мало площу 4,58 км², уся площа — суходіл.

## Демографія
Згідно з переписом 2010 року, у селищі мешкала 1831 особа в 764 домогосподарствах у складі 521 родини. Густота населення становила 400 осіб/км².  Було 827 помешкань (181/км²).
Расовий склад населення:
| - 98,0 % — білих - 0,5 % — корінних американців - 0,3 % — чорних або афроамериканців - 0,2 % — азіатів |

До двох чи більше рас належало 0,8 %. Частка іспаномовних становила 1,0 % від усіх жителів.
За віковим діапазоном населення розподілялося таким чином: 24,0 % — особи молодші 18 років, 55,9 % — особи у віці 18—64 років, 20,1 % — особи у віці 65 років та старші. Медіана віку мешканця становила 42,0 року. На 100 осіб жіночої статі у селищі припадало 88,0 чоловіків;  на 100 жінок у віці від 18 років та старших — 82,0 чоловіків також старших 18 років.
Середній дохід на одне домашнє господарство  становив 60 406 доларів США (медіана — 50 234), а середній дохід на одну сім'ю — 73 318 доларів (медіана — 60 862). Медіана доходів становила 47 560 доларів для чоловіків та 39 821 долар для жінок. За межею бідності перебувало 12,5 % осіб, у тому числі 16,4 % дітей у віці до 18 років та 8,8 % осіб у віці 65 років та старших.
Цивільне працевлаштоване населення становило 808 осіб. Основні галузі зайнятості: освіта, охорона здоров'я та соціальна допомога — 25,4 %, виробництво — 24,4 %, роздрібна торгівля — 9,4 %, транспорт — 5,8 %.